# Harlax
Harlax (finska: Haarla) är en stadsdel i storområdet Hirvensalo-Kakskerta i Åbo. Området är beläget på södra sidan av Hirvensalo. År 2016 var Harlax folkmängd 1 896, varav 1 628 var finskspråkiga, 105 svenskspråkiga och 163 övriga.

## Bildgalleri

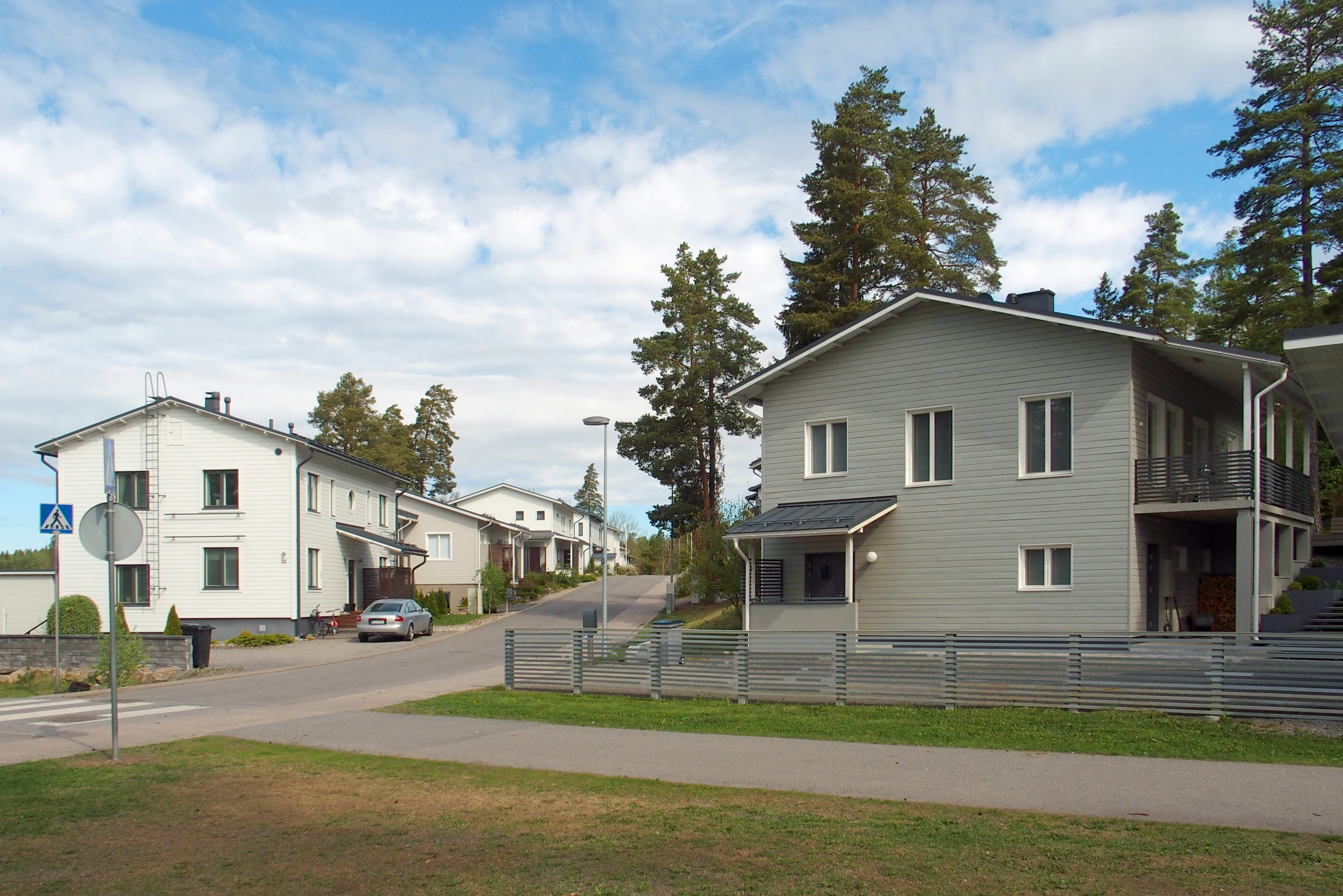
Egnahemshus i Harlax.
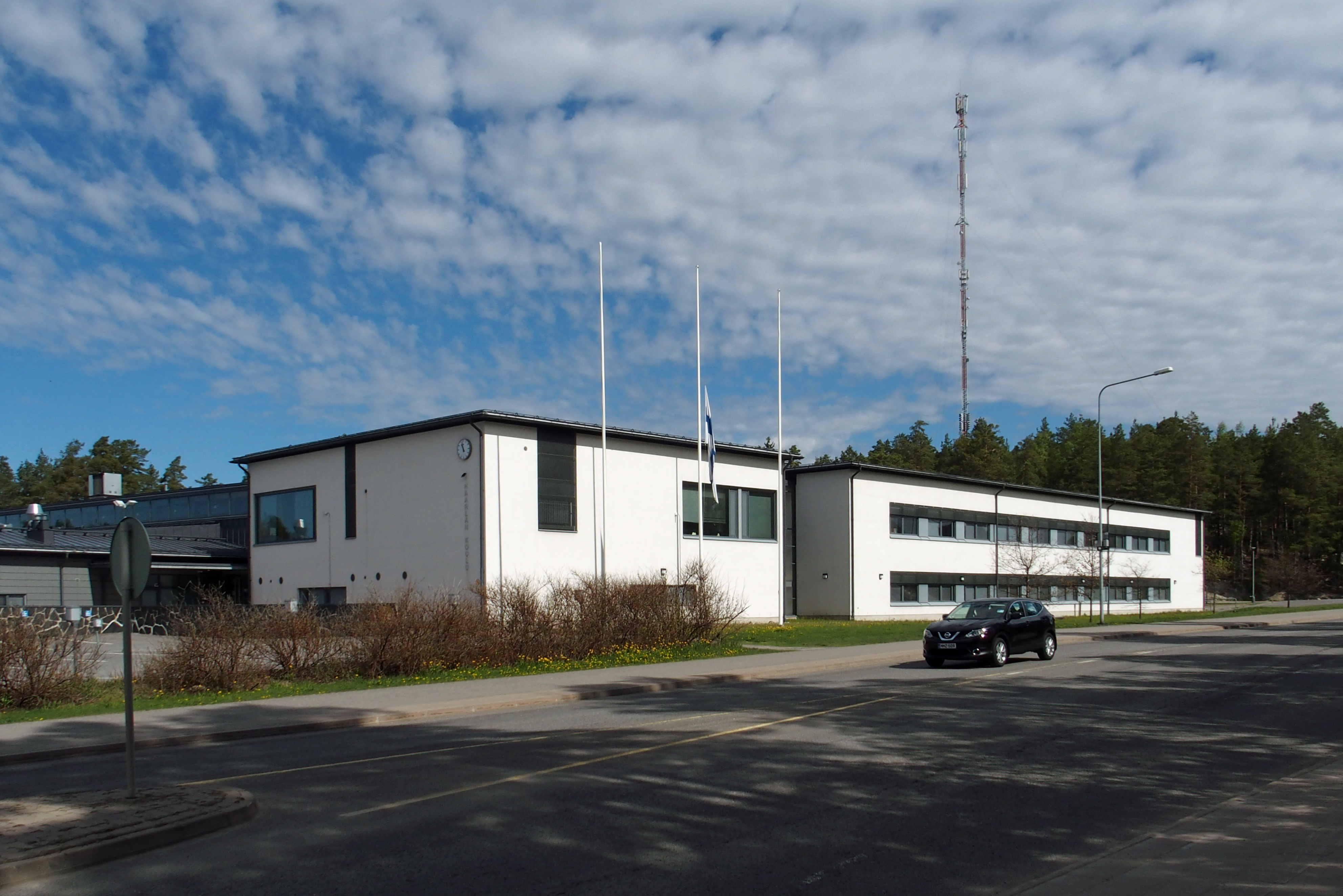
Harlax skola.
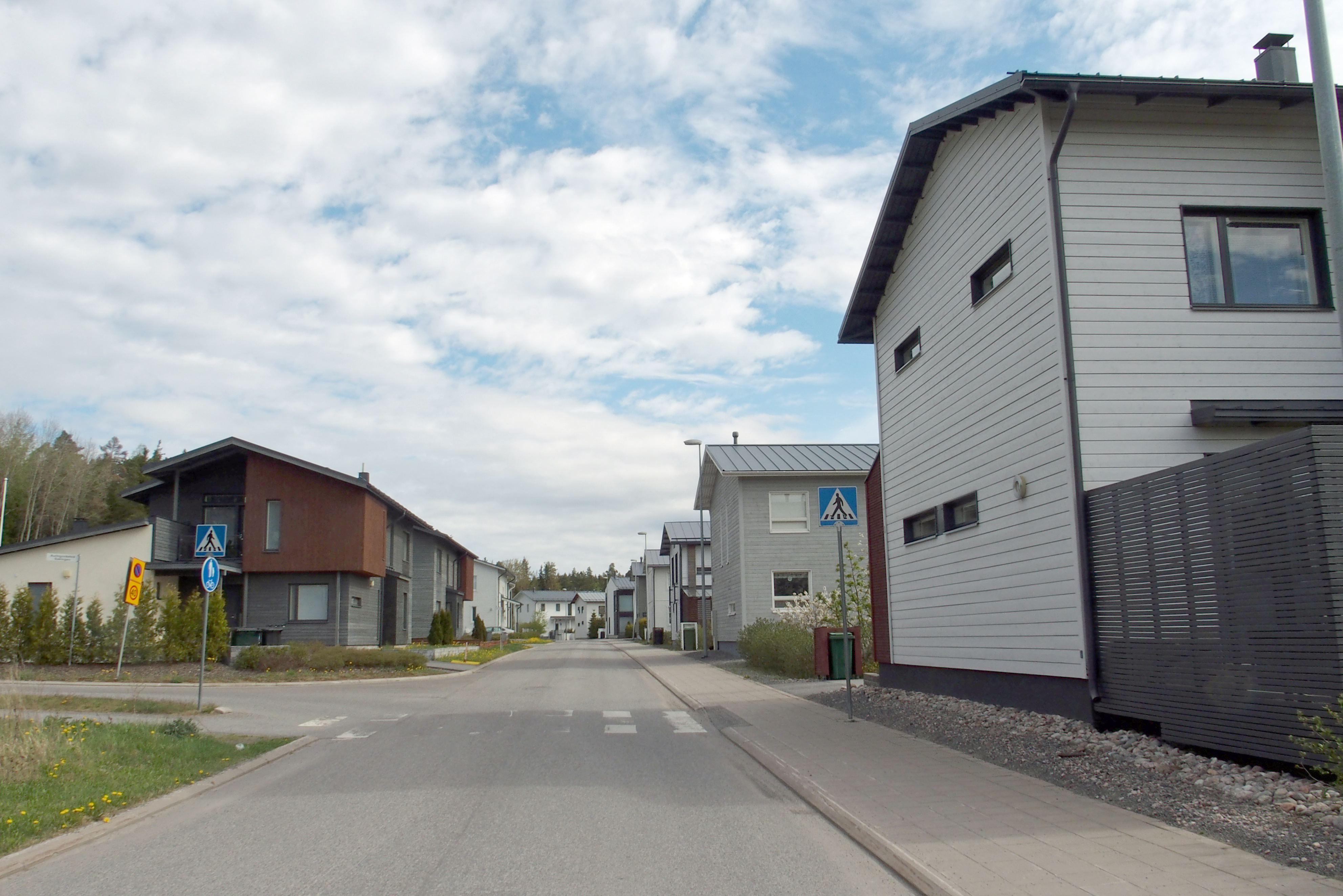
Månskensgatan.